# رها کردن (عشق خاکی)
«رها کردن» تک‌آهنگی از هنرمند اهل جامائیکا شان کینگستون، نیکی میناژ است که در سال ۲۰۱۰ میلادی منتشر شد.